# Alien Project
Alien Project est un artiste DJ de Trance psychédélique (Psytrance ou Trance-Goa), originaire d'Israël dont le nom est Ari Linker.

## Discographie
- 2001 : Midnight Sun (Phonokol)

```
    1. Midnight Sun
    2. Magnetic
    3. Beat Static
    4. O.n.a - (rmx)
    5. Electro
    6. Have a Nice Day
    7. Ghost
    8. Desert Incident
    9. The Alien Meeting
```

- 2002 : Aztechno Dream (TIP World)

```
    1. Crystal skulls
    2. One God
    3. The ring
    4. Silent running
    5. Aztechno dream
    6. Next life
    7. Skunk
    8. People can fly
    9. Artificial beings
    10. Dj where are you
```

- 2002 : Dance or Die (Phonokol)

```
    1. Dance or Die
    2. Modulator 
    3. Genetic Eyes 
    4. Midnight Sun (gmx rmx)
    5. Teotihuacan
    6. Anti @ Alien
    7. Dust
    8. Ice is Nice
    9. Deep Spirit
```

- 2004 : Don't Worry, Be Groovy! (TIP World)

```
    1. Magic 
    2. Groovy 
    3. Who Has The Marijuana?
    4. I Remember The First Time
    5. One Good (Remix)
    6. Fantasy 
    7. Secret
    8. Nitro Punch
    9. Rapiginio
```

- 2004 : Alien Project vs. Space Cat : Space Jam (TIP World)

```
     1. Space Jam
     2. Om Nama Shiva
     3. A C Lator
     4. Metalizer (Remix)
     5. Aztechno Dream (Remix)
     6. Good Vibes
     7. 007
     8. Trancemega
```

- 2007 : "Alien Project : Activation Portal" (H2O Records)

```
     1. Super Buster
     2. Missing Linker
     3. N R G
     4. Tweaky (Alien Project Remix)
     5. Deeper
     6. Activation Portal
     7. Get Up
     8. Groovy (Alien Project Remix)
     9. Yellow Blaze
     10. Aztechno Dream (Shanti Remix)
```